# 호쿠세이역
호쿠세이역(일본어: 北星駅)은 일본 홋카이도 나요로시에 있는 홋카이도 여객철도 소야 본선의 역이다. 역 번호는 W50이다.

## 역 구조
단선 승강장 1면 1선을 가진 지상역이다.

## 이용 현황
- 1992년 하루 이용 기준 0명.

## 인접 역
| 홋카이도 여객철도 소야 본선 | 홋카이도 여객철도 소야 본선 | 홋카이도 여객철도 소야 본선 |
| --------------------------- | --------------------------- | --------------------------- |
| W49 닛신 아사히카와 방면    | ■ 소야 본선                 | 지에분 W51 왓카나이 방면    |